# Marpissa balcanica
Marpissa balcanica là một loài nhện trong họ Salticidae.
Loài này thuộc chi Marpissa. Marpissa balcanica được Josef Kratochvíl miêu tả năm 1932.